# Ligne 6 Finch West
La ligne 6 Finch West (également connue sous le nom de Finch West LRT pendant la phase de construction) est un projet du système léger sur rail en construction à Toronto, en Ontario, au Canada. Numérotée comme une ligne de métro, la ligne est considérée comme faisant partie du réseau de métro de Toronto. La ligne va d'est en ouest de la station de métro Finch West dans l'arrondissement North York le long de l'artère principale Finch Avenue West jusqu'au Humber College dans l'arrondissement  Etobicoke. La construction a commencé en 2019. En 2024, la ligne n'a toujours pas de date d'ouverture.
Le propriétaire est la société de planification des transports Metrolinx, une agence du gouvernement provincial de Ontario. L'opérateur est la Toronto Transit Commission, la société de transport urbain à Toronto. Metrolinx a chargé le consortium Mosaic Transit Group avec la planification, la construction, le financement et l'entretien de la route. Mosaic a un contrat de maintenance sur 30 ans.

## Route
La ligne sera longue de 11 km et ira le long de l'avenue Finch West entre Humber College et la station de métro Finch West. Elle comptera 18 stations, dont les deux stations terminales seront souterraines, tandis que les autres seront des arrêts au niveau du sol situés dans la médiane de la route en site propre. La fréquence des trains légers sur rail sera de 5 à 7 minutes pendant les heures de pointe,,.
| arrêt            | Situation  | Rue transversale        | Correspondences          |
| ---------------- | ---------- | ----------------------- | ------------------------ |
| Humber College   | Souterrain |                         |                          |
| Westmore         | Surface    | Westmore Dr             |                          |
| Martin Grove     | Surface    | Martin Grove Rd         |                          |
| Albion           | Surface    | Albion Rd               |                          |
| Stevenson        | Surface    |                         |                          |
| Mount Olive      | Surface    | Kipling Ave             |                          |
| Rowntree Mills   | Surface    | Islington Ave           |                          |
| Pearldale        | Surface    | Pearldale Ave           |                          |
| Duncanwoods      | Surface    | Duncanwoods Dr          |                          |
| Milvan Rumike    | Surface    | Milvan Dr, Rumike Rd    |                          |
| Emery            | Surface    | Weston Road             |                          |
| Signet Arrow     | Surface    | Signet Dr, Arrow Rd     |                          |
| Norfinch Oakdale | Surface    | Norfinch Dr, Oakdale Rd | Dépôt (York Gate Blvd)   |
| Jane and Finch   | Surface    | Jane St                 |                          |
| Driftwood        | Surface    | Driftwood Ave           |                          |
| Tobermory        | Surface    | Tobermory Dr            |                          |
| Sentinel         | Surface    | Sentinel Rd             |                          |
| Finch West       | Souterrain | Keele St                | Ligne 1 Yonge-University |

## Véhicules
Metrolinx a commandé 61  Citadis Spirit véhicules légers sur rail à Alstom pour un prix de 528 millions dollars canadiens. De ce nombre, 18 véhicules sont affectés à la ligne Finch West; les autres sont pour le train léger Hurontario à Mississauga,. Chaque voiture a 120 sièges et une capacité de 336 passagers , et mesure 48,4 m de long. C'est le système de contrôle des trains CBTC SelTrac de la société Thales qui a été choisi pour équiper la ligne.
Contrairement au tramway de Toronto et aux lignes 1, 2 et 4 du métro, les lignes de trains légers à Toronto sera en voie normale  de 1435 millimètres, au lieu de l'écartement plus large habituel de 1495 mm.

## Dépôt
Le dépôt de la ligne est située à l'arrêt Norfinch Oakdale. Il y aura une voie de connexion entre le dépôt et la ligne principale sur le boulevard York Gate Le dépôt aura une capacité de 26 véhicules légers sur rail; cependant, au départ, seuls 18 véhicules seront en service. Le dépôt ouvrira en 2021 pour accueillir les véhicules d'Alstom.